# Helcystogramma convolvuli
Helcystogramma convolvuli o polilla de la batata es una polilla de la familia Gelechiidae. Se encuentra principalmente en Asia y África, aunque se ha hallado indicios de su presencia en Oceanía, Medio Oriente, Caribe  y Florida. La especie también se encuentran en las islas Canarias y Madeira. 
Su envergadura es de 13 a 15 mm. Las alas anteriores son de un color rojizo oscuro, mientras que las alas posteriores son de un color gris marrón.